# Anständig essen
Anständig essen: Ein Selbstversuch. ist ein Sachbuch der deutschen Schriftstellerin Karen Duve aus dem Jahr 2010, in dem sich die Autorin mit gesunder und ethisch vertretbarer Ernährung sowie der modernen Massentierhaltung auseinandersetzt.

## Inhalt
Karen Duve beschreibt zunächst ihre Ernährungsgewohnheiten vor Beginn ihrer Recherchearbeit. Demnach verzehrte sie viel Fleisch und ernährte sich eher ungesund von vielen fetten und süßen Nahrungsmitteln.
Im Buch beschreibt sie, wie sie für jeweils zwei Monate verschiedene Ernährungsweisen ausprobiert, um fortan bewusster und gesünder zu leben. Sie nimmt zunächst nur Produkte aus ökologischem Anbau zu sich, anschließend lebt sie vegetarisch, vegan und zum Schluss versucht sie sich als Frutarierin. Ihren Selbstversuch lässt sie von ihrem Hausarzt medizinisch überwachen, der dem Unterfangen zunächst skeptisch gegenübersteht.
Karen Duve prägt im Buch unter anderem den Begriff Qualfleisch, mit dem das im Supermarkt angebotene Fleisch von Tieren gemeint ist, die unter den Bedingungen der Massentierhaltung gemästet werden.

### Phase 1 – Bio
Die Umstellung auf Bio-Lebensmittel fällt Duve vergleichsweise leicht. Zwar seien diese Lebensmittel im Schnitt teurer als normale, jedoch würde sich für fast jedes Produkt ein passabler Ersatz finden lassen. Da sich Duve jedoch auch mit der ethischen Perspektive von „anständigem Essen“ befasst, will sie auch auf Produkte verzichten, die oftmals unter Bedingungen hergestellt werden, die für die Menschen in den entsprechenden Regionen als unzumutbar empfunden werden müssen. Als Beispiel nennt sie Coca-Cola und die Arbeitsbedingungen in Entwicklungsländern, in welchen diese teilweise hergestellt wird. Zudem kommen die Tierhaltungs- und Schlachtmethoden der modernen Massentierhaltung zur Sprache, welche sie als äußerst grausam und schmerzhaft für die Tiere beschreibt. Diese Bedingungen könnten nur Bestand haben, da die breite Öffentlichkeit nicht darüber informiert sei, wie es wirklich in den meisten dieser Anlagen aussähe. Duve vermutet dahinter einen starken Lobbyismus der Lebensmittelindustrie, welche an den derzeitigen Bedingungen gut verdienen würde.

### Phase 2 – Vegetarisch
Im nächsten Schritt will sich Duve zwei Monate lang vegetarisch ernähren. Nach ihren Recherchen stellt sie fest, dass angebliche Produkte aus Bio-Fleisch in der Realität nur wenig vertretbarer als normale Fleisch-Produkte aus Massentierhaltung seien, da auch hier die Tiere keineswegs artgerecht gehalten werden würden und auch Qualen erleiden müssten. Sie kommt außerdem zu der Erkenntnis, dass Fleischkonsum unter dem Strich betrachtet massiv ineffizient ist: So müssten erstens für den immer weiter steigenden Fleischkonsum der Weltbevölkerung große Teile von Wäldern abgeholzt werden, was im Endeffekt die globale Erwärmung weiter beschleunigen würde. Außerdem würden die Nutztiere mehr Emissionen ausstoßen als etwa der gesamte Autoverkehr. Zweitens komme noch hinzu, dass man für die Fütterung von Tieren viel zu viele Lebensmittel aufwenden müsse, die bei einer vegetarischen Ernährung der Weltbevölkerung sehr viel mehr Menschen ernähren könnten. Duve vergleicht ihre Situation mit der von Neo aus dem Film Matrix, welcher nach der Erkenntnis über die Realität nicht mehr in sein altes Leben zurückkehren kann. Die Umstellung auf fleischlose Kost sei für sie in jedem Fall machbar gewesen, obgleich sie auf einige Dinge verzichten musste.

### Phase 3 – Vegan
Da es schwierig sei, im normalen Supermarkt wirklich vegane Lebensmittel zu erhalten, beschließt Duve, von nun an nur noch in Bio-Läden, Bio-Supermärkten und Reformhäusern einzukaufen. Sie trennt sich von vielen Dingen, welche einer veganen Lebensweise widersprechen, etwa Schuhen und Kleidung aus Leder oder bestimmten Kosmetikprodukten. Da ihr die Umstellung sehr schwerfällt, erhöht sie die Anzahl der veganen Monate von zwei auf vier, um schrittweise auf vegane Ernährung umzustellen.
Duve beschäftigt sich zudem wissenschaftlich mit dem Konsum von Milchprodukten und ihrer Wirkung auf die menschliche Gesundheit. Sie zitiert dafür die bekannte „China Study“ des Professors T. Colin Campbell und weitere Studien und kommt zu dem Schluss, dass eine vegane Ernährung am gesündesten sei. Sie selbst habe ihren Cholesterinspiegel halbieren können, ihre Nieren würden besser arbeiten, die Leberwerte wären besser und ihre Eisenwerte wären auch in Ordnung, so ihr Arzt.
Im letzten Monat als Veganerin schließt sie sich einer Tierschutzorganisation an und befreit Hühner aus einer Massentierhaltungsanlage. Sie führt Interviews mit Tierrechtlern wie Achim Stößer und nimmt eine zwiespältige Meinung zur Jagd und dem Angelsport ein.

### Phase 4 – Frutarier
Duve isst nur noch Dinge, bei denen man eine Pflanze nicht verletzen muss, wie etwa Äpfel oder Nüsse. Es geht ihr dabei gesundheitlich schlechter. Insgesamt betrachtet gehe dieser Bereich der Ernährung oftmals eher in den Bereich der Esoterik. Sie führt verschiedene Interviews, welche Kritik am Speziesismus üben.

### Schlussfolgerungen
Ihren Selbstversuch schließt Duve mit fünf Schlussfolgerungen ab, wie sie künftig ihre Ernährung umstellen möchte:
- Wenn möglich, im Bio-Laden einkaufen.
- Kein Fleisch aus Massentierhaltung essen.
- Fleisch-, Fisch- und Milchproduktekonsum um 90 % reduzieren.
- Keine Lederprodukte mehr kaufen.
- Insgesamt weniger konsumieren, öfter gebrauchte Sachen kaufen, Besitz reduzieren.

## Rezensionen
„Mit der Kluft zwischen moralischen Ansprüchen und tatsächlichem Handeln beschäftigt sich das Buch „Anständig essen“ von Karen Duve („Taxi“). In einem mehrmonatigen Selbstversuch will die Schriftstellerin die Kluft überwinden. Ihr Entschluss, ein besserer Mensch zu werden, fällt im Supermarkt, als die Autorin, die bislang ein ebenso gedankenloses Essverhalten an den Tag gelegt hat, wie die meisten Deutschen, eine Packung Hähnchenschenkel (2,99 Euro) in den Wagen legt. „Wie kannst du dieses Qualfleisch kaufen?“, brüllt ihre Mitbewohnerin, die Duve fortan nach dem Gewissen von Pinocchio Jiminy Grille nennt. Unter der Beobachtung von Jiminy ernährt sich Duve je zwei Monate biologisch, vegetarisch, vegan und frutarisch. […] Das Buch ist eher ein Spiegel, den uns Duve hinhält, als eine von ungezählten Weltrettungsanleitungen. Er zeigt, dass eine Ansammlung individueller bequemer Konsum-entscheidungen nicht zur Änderung eines Systems ausreicht. Was nichts daran ändert, dass Denken, Mitgefühl und Empathie dafür unabdingbar sind.“

„Karen Duve versucht ein Jahr lang, sich ethisch korrekt zu ernähren, wobei sie den Gürtel schrittweise enger und strenger schnallt: jeweils zwei Monate lang ernährt sie sich biologisch-organisch, vegetarisch, vegan und am Ende sogar frutarisch. Frutarier sind Leute, die nur noch Dinge essen, die von Bäumen und Sträuchern fallen. Möhren und Kartoffeln sind verboten, die würde man ja umbringen, Äpfel, Nüsse, Tomaten sind erlaubt, schließlich bleibt die Pflanze am Leben. (…) Wie geht eine Veganerin mit ihrem Heißhunger auf Vollmilchschokolade um? Und gerät sie nicht unweigerlich in Konflikte, wenn sie im Sommer nur noch Beeren und ähnliches Zeug isst, um keine Pflanzen mehr zu töten (…). Natürlich gerät sie in Konflikte! Aber gerade die machen aus dem ja erstmal grausamen Sachbuchthema einen unterhaltsamen Entwicklungsroman, in dem aus dem hölzern-tauben Supermarkt-Pinocchio eine verantwortungsbewusste Konsumentin wird. Dass die ihrer Umwelt mächtig auf die Nerven geht, wenn sie ihnen den Spaß am Grillabend nimmt, scheint sie genüsslich in Kauf zu nehmen.“

„Karen Duves Buch stellt in Frage, ob die Besonderheit und Intelligenz des Menschen tatsächlich eine ausreichende Berechtigung dafür ist, der Tierwelt Mitgefühl und Rechte zu verweigern. Es regt an darüber nachzudenken, ob Grausamkeit gegenüber Tieren nicht zu ächten ist, auch wenn sie innerhalb einer Norm stattfindet. „Wenn der Skandal alltäglich ist, ist es verführerisch zu denken, man bräuchte ihn deshalb nicht zu beachten. In Wirklichkeit heißt das aber, dass unser Alltag ein Skandal ist und dass etwas grundsätzlich falsch ist an der Art, wie wir leben“, schreibt sie. […] Karen Duve scheitert, und sie scheitert wiederum auch nicht: Am Ende ist sie sich sicher, dass sie nicht die Radikalität der von ihr getesteten Lebensformen übernehmen wird. Sie wählt einen für ihre Person realistischen Kompromiss: Den Fleisch- und Milchkonsum auf ein Minimum reduzieren, möglichst Bio einkaufen, jedoch auf keinen Fall Produkte aus der Massentierhaltung, auch keine Daunen- und Lederwaren. Die Autorin nutzt damit eine Fähigkeit, die der Mensch den Tieren voraus hat. Sie übernimmt Verantwortung für das, was sie weiß und wählt. Es ist der erste Schritt, um ein System zu ändern.“

## Ausgaben
- Karen Duve: Anständig essen: Ein Selbstversuch. Verlag Galiani. Berlin 2010. ISBN 3869710284
- Karen Duve: Anständig essen: Ein Selbstversuch. Goldmann. München 2012. ISBN 978-3-442-47647-3 (Taschenbuchausgabe)